# Aleksej Krasovskij
Aleksej Krasovskij (Nižnij Novgorod, 1971) è un regista russo.

## Filmografia parziale

### Regista
- Kollektor (2016)
- Prazdnik (2019)